# Нівна
Нівна (пол. Niwna) — село в Польщі, у гміні Рава-Мазовецька Равського повіту Лодзинського воєводства.
Населення — 278 осіб (2011).
У 1975-1998 роках село належало до Скерневицького воєводства.

## Демографія
Демографічна структура станом на 31 березня 2011 року:
|          | Загалом | Допрацездатний вік | Працездатний вік | Постпрацездатний вік |
| -------- | ------- | ------------------ | ---------------- | -------------------- |
| Чоловіки | 147     | 27                 | 105              | 15                   |
| Жінки    | 131     | 25                 | 81               | 25                   |
| Разом    | 278     | 52                 | 186              | 40                   |